# 西域翼喉盤魚
西域翼喉盤魚（學名：Alabes occidentalis），又稱西方鰭鱔為輻鰭魚綱喉盤魚目喉盤魚科的其中一種，分布於東印度洋澳洲海域，棲息深度1至4公尺，本魚體細長如鰻魚，體透明，內臟通常清晰可見，背鰭上有一排褐色斑點，頭部有斑點或無斑點，雄魚體側前方通常有類似虎紋的紅色至褐色條紋，與腹部2-3個黑色斑點交會，體長可達4公分，屬底棲性魚類，生活在海草床，生活習性不明。